# Байо
Байо́, Байє́, Бає́ (фр. Bayeux, МФА: [bajø]) — муніципалітет у Франції, у регіоні Нормандія, департамент Кальвадос. Населення — 12 775 осіб (01.01.2021).
Муніципалітет розташований на відстані близько 230 км на захід від Парижа, 27 км на північний захід від Кана.

## Історія
Заснований як галло-римське поселення та за часів римлян носило назву Августодурум «Augustodurum» у провінції Лугдунська Галлія, Байо є столицею колишньої території кельтського племені байокасів. Докази раннього заселення території людиною походять з укріплених кельтських таборів, поселення, що складалися з розкиданих хатин друїдів уздовж берегів річок Ауре та Дром. На горі Фаунус були знайдені кладовища, що вказує на те, що ця територіябула центром друїдів.

### Середньовіччя
Байо був головним містом області Бессен. Вже в ІІІ столітті ця територія належала до «Саксонського берегу» (лат. Litus Saxonicum), потім до території Малої Саксонії  (лат. Otlingua Saxonia, сучасний департамент Кальвадос)

### Сучасність
До 2015 року муніципалітет перебував у складі регіону Нижня Нормандія. Від 1 січня 2016 року належить до нового об'єднаного регіону Нормандія.

## Демографія
Динаміка населення (base Cassini de l'EHESS pour les nombres retenus jusqu'en 1962, base Insee à partir de 1968 (population sans doubles comptes puis population municipale à partir de 2006) ·  ):

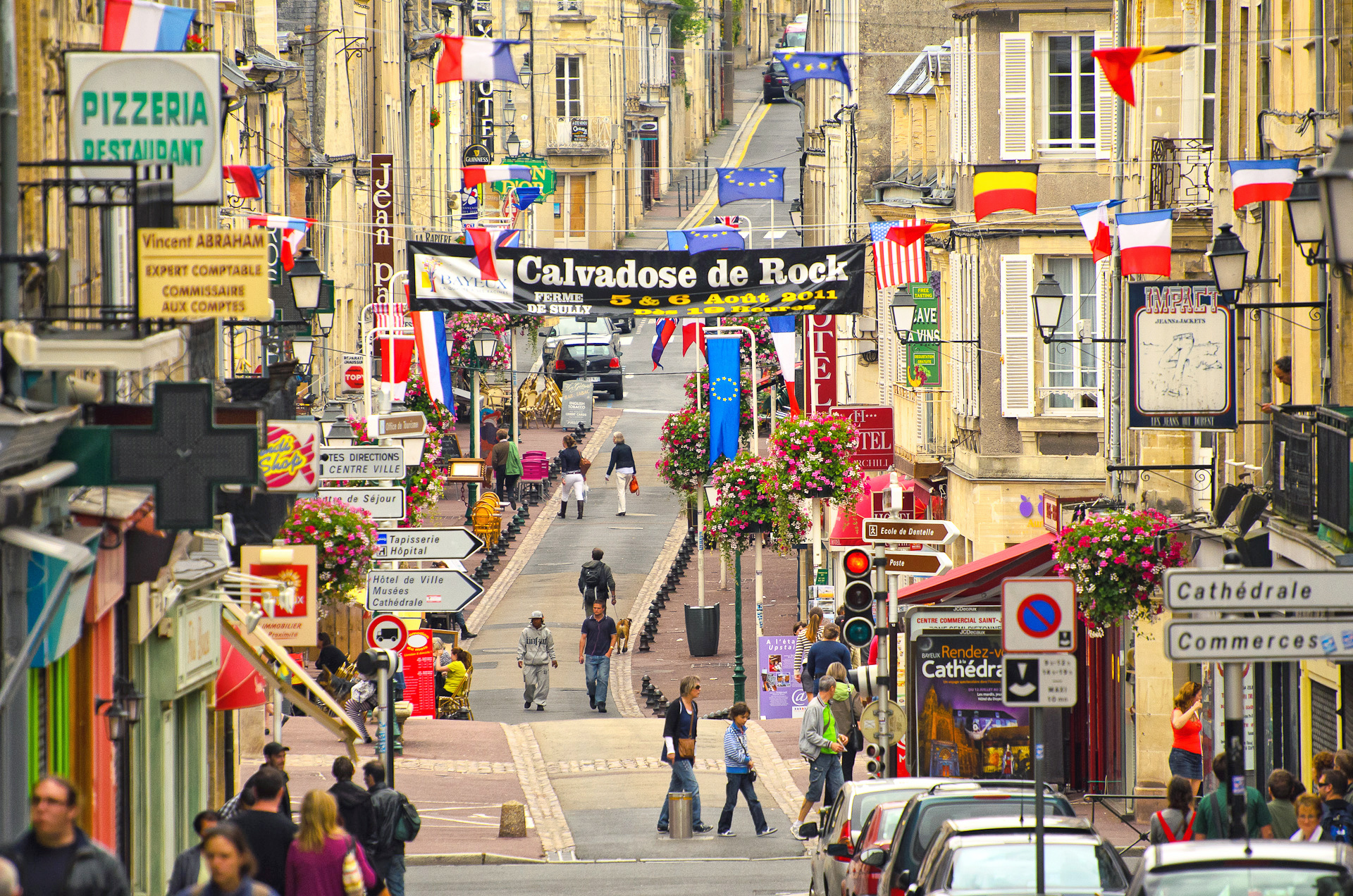
Сучасний центр міста

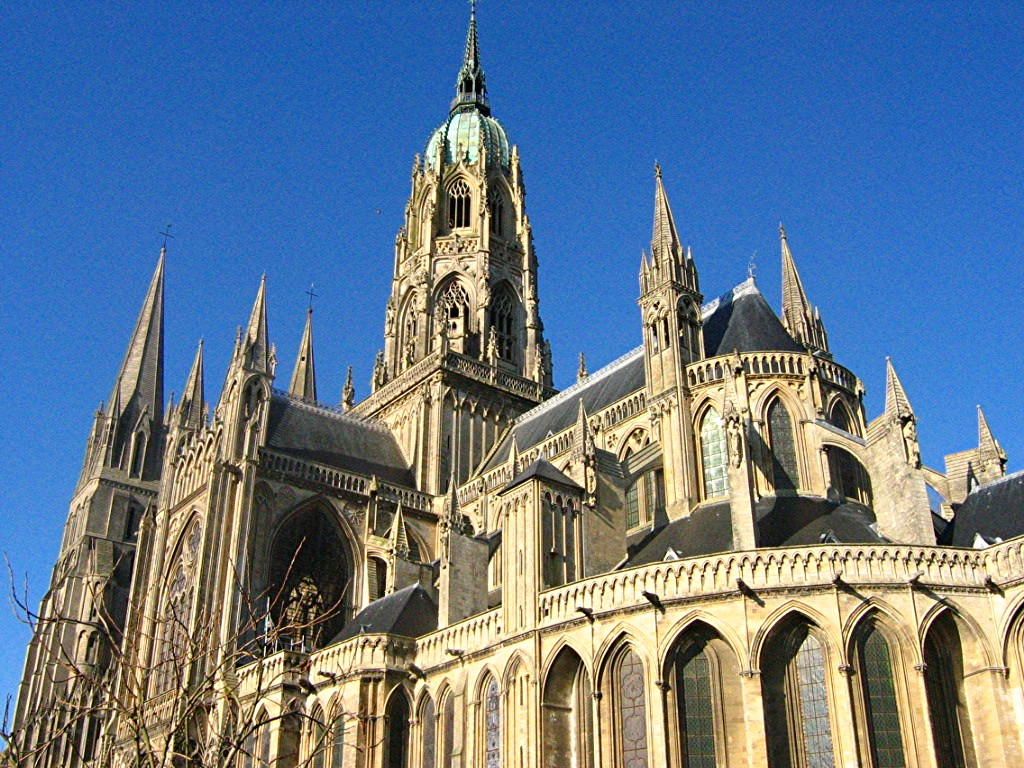
Кафедральний собор

Розподіл населення за віком та статтю (2006):
| Стать | Всього | До 15 років | 15-24 | 25-44 | 45-64 | 65-85 | Понад 85 |
| --- | ------ | ----------- | ----- | ----- | ----- | ----- | -------- |
| Чоловіки | 6718   | 1294        | 963   | 1846  | 1575  | 903   | 137      |
| Жінки | 7766   | 1080        | 961   | 1836  | 1936  | 1548  | 405      |
| \| Статево-вікова піраміда \| Статево-вікова піраміда \| Статево-вікова піраміда \| \| ----------------------- \| ----------------------- \| ----------------------- \| \| Чоловіки \| Вік \| Жінки \| \| 137 \| 85 + \| 405 \| \| 163 \| 80-84 \| 309 \| \| 251 \| 75-79 \| 418 \| \| 236 \| 70-74 \| 458 \| \| 253 \| 65-69 \| 363 \| \| 237 \| 60-64 \| 371 \| \| 381 \| 55-59 \| 469 \| \| 442 \| 50-54 \| 513 \| \| 515 \| 45-49 \| 583 \| \| 460 \| 40-44 \| 499 \| \| 505 \| 35-39 \| 405 \| \| 451 \| 30-34 \| 508 \| \| 430 \| 25-29 \| 424 \| \| 486 \| 20-24 \| 454 \| \| 477 \| 15-20 \| 507 \| \| 412 \| 10-14 \| 350 \| \| 429 \| 5-9 \| 367 \| \| 453 \| 0-4 \| 363 \| |        |             |       |       |       |       |          |
| Статево-вікова піраміда |        |             |       |       |       |       |          |
| Чоловіки | Вік    | Жінки       |       |       |       |       |          |
| 137 | 85 +   | 405         |       |       |       |       |          |
| 163 | 80-84  | 309         |       |       |       |       |          |
| 251 | 75-79  | 418         |       |       |       |       |          |
| 236 | 70-74  | 458         |       |       |       |       |          |
| 253 | 65-69  | 363         |       |       |       |       |          |
| 237 | 60-64  | 371         |       |       |       |       |          |
| 381 | 55-59  | 469         |       |       |       |       |          |
| 442 | 50-54  | 513         |       |       |       |       |          |
| 515 | 45-49  | 583         |       |       |       |       |          |
| 460 | 40-44  | 499         |       |       |       |       |          |
| 505 | 35-39  | 405         |       |       |       |       |          |
| 451 | 30-34  | 508         |       |       |       |       |          |
| 430 | 25-29  | 424         |       |       |       |       |          |
| 486 | 20-24  | 454         |       |       |       |       |          |
| 477 | 15-20  | 507         |       |       |       |       |          |
| 412 | 10-14  | 350         |       |       |       |       |          |
| 429 | 5-9    | 367         |       |       |       |       |          |
| 453 | 0-4    | 363         |       |       |       |       |          |

## Економіка
2010 року серед 8249 осіб працездатного віку (15—64 років) 5874 були активними, 2375 — неактивними (показник активності 71,2%, у 1999 році було 70,3%). З 5874 активних мешканців працювало 5089 осіб (2633 чоловіки та 2456 жінок), безробітними було 785 (387 чоловіків та 398 жінок). Серед 2375 неактивних 762 особи були учнями чи студентами, 896 — пенсіонерами, 717 були неактивними з інших причин.

У 2010 році в муніципалітеті числилось 6532 оподатковані домогосподарства, у яких проживали 13363,5 особи, медіана доходів виносила 16 791 євро на одного особоспоживача

## Уродженці
- Вілфрід Блеріо (1989—2022) — французький військовик-доброволець Інтернаціонального легіону територіальної оборони України, учасник російсько-української війни. Кавалер Ордена «За мужність» ІІІ ступеня.
- Жан Гремійон (1901—1959) — французький кінорежисер
- Франк Дюма (*1968) — французький футболіст, захисник, згодом — футбольний тренер.

## Міста-побратими
- Sotomed, Японія
- Бафусам, Камерун
- Віборг, Данія
- Дорчестер, Велика Британія
- Ейндговен, Нідерланди[10]
- Люббекке, Німеччина
- Хойніце, Республіка Польща